# Lin Shih-chia
Lin Shih-chia (kinesiska:林詩嘉), född 20 maj 1993 i Hsinchu i Taiwan, är en taiwanesisk bågskytt. Hon tog en bronsmedalj i lagtävlingen vid de olympiska bågskyttetävlingarna 2016 i Rio de Janeiro.
Lin har även tagit två silvermedaljer vid världsmästerskapen 2015 samt en bronsmedalj i lagtävlingen vid världsmästerskapen 2017.